# Joaquim
Joaquim és un nom de pila d'home en català, que prové de l'hebreu יְהוֹיָקִים, yehoyakim, que vol dir "Jahvè construirà, edificarà". Entre les variants hi ha Quim, Ximo o Xim i, en femení, Joaquima, Quima o Xima.
És la forma tradicional en català del nom de Joiaquim, rei de Judà, que apareix al Segon llibre dels Reis de la Bíblia (2Reis 23:34). També és el nom de sant Joaquim, marit de Santa Anna i pare de la Mare de Déu segons el la tradició continguda en el Protoevangeli de Jaume, que se celebra el 26 de juliol (abans de la reforma litúrgica era el 16 d'agost).
A Catalunya, el 2011, 33 nois es van posar el nom de Joaquim i 122 el de Quim.